# Австрійсько-німецькі відносини
Відносини між Австрією та Німеччиною тісні, завдяки їх спільній історії та мові, оскільки німецька мова є офіційною мовою, а німці — найбільшою етнічною групою обох країн.
Сучасна Австрія та Німеччина були об'єднані до 1866 року: їхні попередники входили до складу Священної Римської імперії та Німецької конфедерації до об'єднання німецьких держав під Пруссією у 1871 році, що виключило Австрію. У 1918 році після закінчення Першої світової війни Австрія перейменувала себе в Німецько-Австрійську в спробі об'єднання з Німеччиною, але це було заборонено Сен-Жерменським мирним договором (1919). У 1938 р. Третій Рейх на чолі з уродженцем Австрії Адольфом Гітлером анексував Австрію до Аншлюсу.
Після вступу Австрії до Європейського Союзу в 1995 році обидві країни є членами Шенгенської угоди..Німеччина є членом НАТО, а Австрія залишається партнером НАТО відповідно до своєї конституції для підтримки нейтралітету.

## Священна Римська імперія

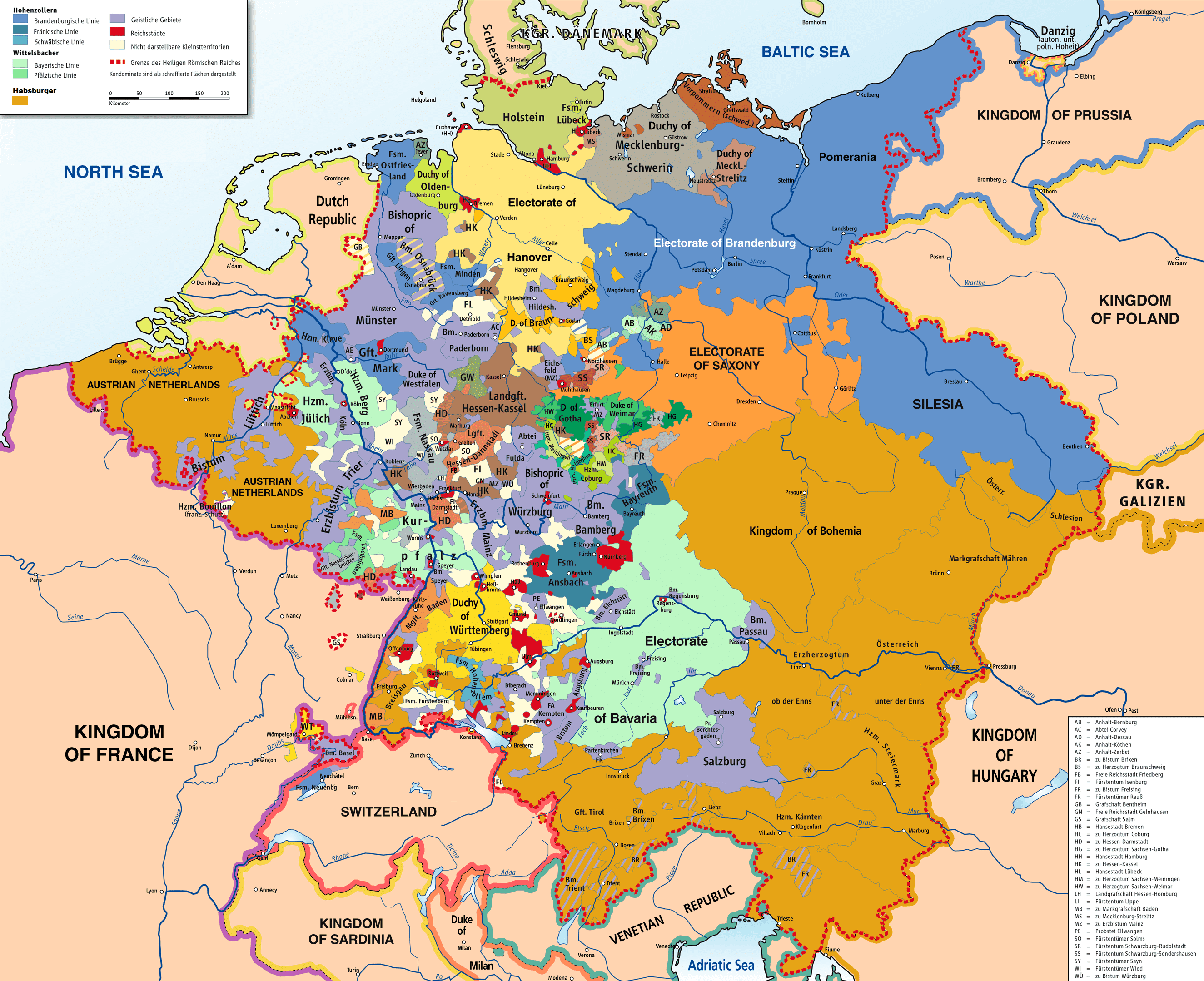
Священна Римська імперія 1789 року, показуючи австрійські території (коричневий) та прусські території (синій).

Протягом середнього та ранньомодерного віку Священна Римська імперія охоплювала всі нинішні території Німеччини, Австрії, Чехії, Словенії, північної Італії та західну частину сучасної Польщі. Будинок Габсбургів став правлячою родиною Імперії у 1440 році; родина залишалася правлячою до розпуску Австрійської імперії в 1919 році.
Австрія була місцем влади Габсбургів і домінуючою державою. Численні германські держави (в межах Римської Імперії) постійно боролися за владу та вплив; вони часто воювали один проти одного. У 18 столітті Королівство Пруссія піднялося як ще одна впливова держава Римської Імперії, тому Пруссія стала головним конкурентом Австрії за панування над сусідніми німецькими державами. Пруссія та Австрія вели серію воєн за провінцію Сілезія (у сучасній південно-західній Польщі) між 1740 та 1763 роками.

## Наполеонівські війни та Німецька конфедерація
Священна Римська імперія розпалася під час Наполеонівських воєн у 1790-х та 1800-х роках, Австрія та Пруссія були союзниками, але безуспішно боролися проти Французької імперії. У 1804 році святий римський імператор Франциск II проголосив Австрійську імперію, оскільки решта німецьких держав попали під вплив Наполеонової французької імперії при Рейнській конфедерації.
Після поразки Наполеона в 1815 р. Австрія створила Німецьку конфедерацію як нову організацію серед німецьких держав, в рамках якої Пруссія та Австрія об'єдналися. Саме в цей період почала розвиватися ідеологія пангерманства. Німецькій конфедерації не вистачало монарха чи центрального уряду з реальною об'єднавчою силою. Як результат, дуалізм у німецькій конфедерації поклав початок дипломатичній напрузі між Пруссією та Австрією, які мали амбіції створити єдину Німеччину за своїми різними пропозиціями.
Австрія запропонувала об'єднати німецькі держави в союз, орієнтований на Габсбургів. Пруссія сподівалася стати центральними силами в об'єднанні німецьких держав і виключити Австрію зі своїх справ. У 1834 р. Пруссії вдалося створити Німецький митний союз з північнонімецькими державами з надією на політичний союз як наступний крок. Напруженість врешті-решт породила Австро-Прусську війну 1866 р. (Братська війна німців). Отто фон Бісмарк, канцлер Пруссії, став на бік Італії, щоб оточити Австрію та завдати поразки. Австрійська імперія була розділена у Подвійну монархію Австро-Угорщину зі втратою їх впливу на південнонімецькі держави (Баден-Вюртемберг та Баварія).

## Німецька імперія без Австрії
У 1867 році Бісмарком було оголошено нову Північнонімецьку конфедерацію. Після перемоги Пруссії у франко-прусській війні 1870 р., Бісмарк оголосив про створення Німецької імперії та виключив Австро-Угорщину. Тоді Австро-Угорщина перенаправила свої імперські амбіції на Балканський півострів ; враховуючи, що Німецька імперія зосередилася на створенні озброєнь у змаганні проти Сполученого Королівства (Велика Британія та Ірландія). З усім тим, Німецька імперія, як і Австро-Угорщина уклали військовий союз із Королівством Італії, утворивши Троїстий союз (1882). У 1910-х роках бажання Австро-Угорщини приєднати Сербію під свій протекторат сприяло вбивству ерцгерцога Франца Фердинанда (1914 р.) — спадкоємця престолу Австро-Угорщини.

## Міжвоєнний період

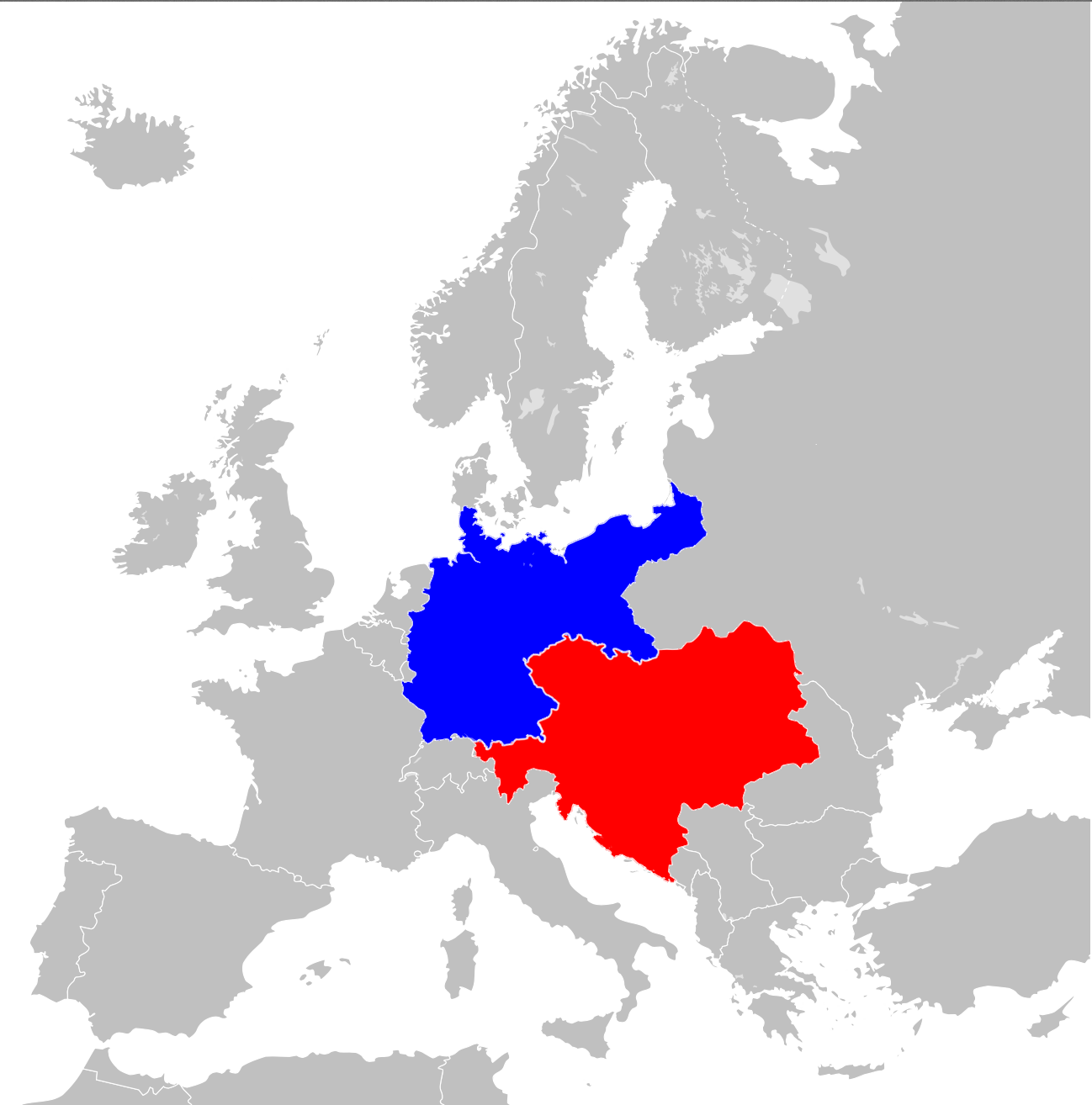
Подвійний союз 1914 р., Німецька імперія синього кольору та Австро-Угорська імперія червоним кольором

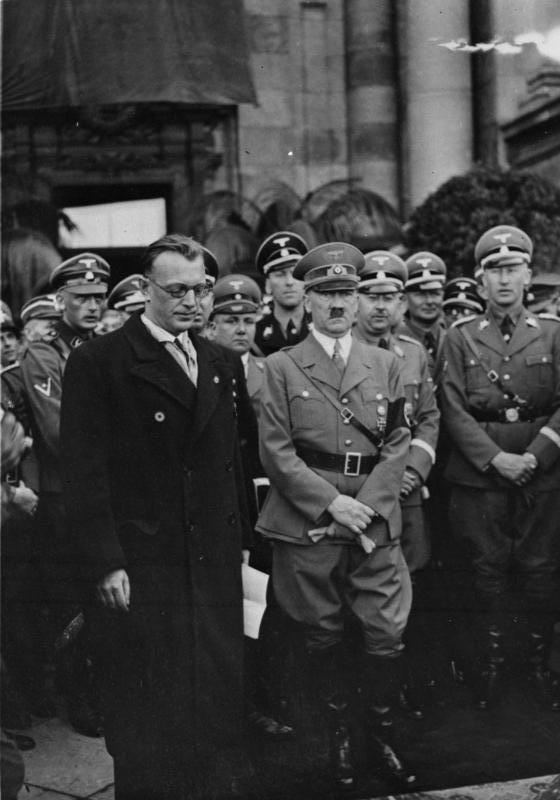
Гітлер, народився в Австрії, анексував країну до Німеччини Аншлюсом у 1938 році.

Після війни Німеччина та Австрія стали республіками і були жорстоко покарані Версальським договором (1919) та Сен-Жерменським мирним договором (1919). Австрія втратила понад 60 % своєї передвоєнної території (в основному її оселили неетнічні німці). Переважна більшість обох країн хотіла об'єднання з Німеччиною (нині Веймарська республіка) у великонімецьку націю, але Версальський договір суворо наказав уникати пануючої німецької держави.
1 вересня 1920 р. Веймарська республіка та Австрія уклали економічну угоду. Однак обидві країни зіткнулися з серйозними економічними труднощами, гіперінфляцією, масовим безробіттям та постійними заворушеннями після війни. Після приходу до влади в Німеччині Адольфа Гітлера в Австрії в 1933 році він вимагав права на аншлюс (союз) між Австрією та Німеччиною. Це було спочатку заблоковано італійським фашистським урядом під Беніто Муссоліні, який співпрацював зі своїми австрійськими колегами Дольфус і Шушніг, побоюючись ретроспективні територіальні вимоги від Гітлера на Südtirol (Південний Тіроль) (втратив в Італії в 1919 році). Муссоліні з успіхом змусив Гітлера відмовитися від всіх претензій до Австрії 11 липня 1936 року.

## Аншлюс
Після 1936 року Гітлер і Муссоліні встановили тісні стосунки, готуючись до експансіоністських дій Німеччини. Гітлер використовував нацистську партію Австрії для впливу на громадську думку і здійснив переворот проти австрійського фашистського уряду в 1938 році. Коли Гітлер вирішив утриматися від повернення Південного Тіролу, Муссоліні відмовився від своєї обіцянки захистити незалежність Австрії. Згодом Аншлюс Третього німецького Рейху та Німеччини-Австрії стався в 1938 році, об'єднавши обидві країни вперше з 1870-х років. Австрія стала Остмарк (Східний регіон) за режиму Гітлера.

## Холодна війна
В кінці квітня 1945 р. Союзницькі держави вступили до Австрії та вивели країну з Третього німецького Рейху. Тимчасовий австрійський уряд на чолі з Карлом Реннером оголосив, що країна здобула незалежність. Демократична конституція Австрії була відновлена, а вибори наприкінці 1945 р. проклали шлях до нового федерального уряду. Леопольд Фігл став першим канцлером Австрії. Однак Німеччина була окупована союзними державами і поділена на чотири управлінські зони: Британську, Французьку, Американську та Радянську. Військова окупація Німеччини закінчилася в 1949 р., Коли такі зони були організовані у ФРН (Західна Німеччина) та Німецькій Демократичній Республіці (Східна Німеччина).
Після Другої світової війни серед громадян чи політичних партій не було серйозних зусиль щодо об'єднання Німеччини та Австрії. Крім того, Австрійський державний договір забороняв такий союз, а конституція вимагала Австрії нейтралітету. Опитування 1987 року показало, що лише 6 % австрійців визнали себе «німцями». Австрія почала розвивати окрему національну ідентичність від Німеччини, хоча обидві країни продовжували тісно співпрацювати в економічній та культурній сферах під час холодної війни. Щобільше, політичні відносини між обома країнами були міцними та дружніми.

## Європейський Союз
У 1995 році Австрія вступила до Європейського Союзу та Шенгенської зони. Це фактично усувало фізичний сухопутний кордон між Німеччиною та Австрією та дозволило обом країнам надалі зміцнити свої вже міцні зв'язки. У 1999 році Німеччина та Австрія стали двома членами-засновниками Єврозони та прийняли євро як свою легальну валюту у 2001 році.

## Шпигунство
Згідно з повідомленнями в Der Standard та профілю, Bundesnachrichtendienst займався шпигунством в Австрії між 1999 та 2006 роками, шпигуючи за цілями, включаючи Міжнародне агентство з атомної енергії, Організацію країн-експортерів нафти, Посольство Австрії, посольства, австрійські банки та урядові міністерства. Уряд Австрії закликав Німеччину уточнити звинувачення.

## Подальше читання
- Armour, Ian D. (2007). A History of Eastern Europe 1740-1918. Hodder Arnold. ISBN 0340760400.  Armour, Ian D. (2007). A History of Eastern Europe 1740-1918. Hodder Arnold. ISBN 0340760400.  Armour, Ian D. (2007). A History of Eastern Europe 1740-1918. Hodder Arnold. ISBN 0340760400.
- Катценштейн, Пітер Дж. Партнери, що не розлучаються: Австрія та Німеччина з 1815 (1976) вільні позики